# Presidenti della Provincia di Macerata
Elenco dei presidenti dell'amministrazione provinciale di Macerata.

## Regno d'Italia (1861-1946)

### Presidenti del Consiglio provinciale (1860-1927)
- Tommaso Lauri (1862-1863)
- Teodoro Paoletti (1863-1866)
- Tarquinio Gentili (1866-1881)
- Cesare Papi (1881-1895)
- Paolo Ricci (1895-1900)
- Servilio Marsili (1900-1911)
- Alessandro Mattioli Pasqualini (1911-1916 ?)

### Presidenti della Deputazione provinciale (1889-1927)
| Nº | Nº | Ritratto | Nome               | Mandato | Mandato | Partito |
| Nº | Nº | Ritratto | Nome               | Inizio  | Fine    | Partito |
| -- | -- | -------- | ------------------ | ------- | ------- | ------- |
| 1  |    |          | Tarquinio Gentili  | 1889    | 1893    | ?       |
| 2  |    |          | Martino Bartolazzi | 1894    | 1916?   | ?       |

## Italia repubblicana (dal 1946)

### Presidenti della provincia (dal 1951)

#### Eletti dal Consiglio provinciale (1951-1995)
| Nº | Ritratto | Ritratto | Nome                | Mandato        | Mandato        | Partito              | Elezione |
| Nº | Ritratto | Ritratto | Nome                | Inizio         | Fine           | Partito              | Elezione |
| -- | -------- | -------- | ------------------- | -------------- | -------------- | -------------------- | -------- |
| 1  |          |          | Tommaso Martello    | 1951           | 1956           | Democrazia Cristiana | 1951     |
| 1  | 1956     | 1960     | Tommaso Martello    | 1956           |                | Democrazia Cristiana |          |
| 2  |          |          | Azzolino Pazzaglia  | 1960           | 1964           | Democrazia Cristiana | 1960     |
| 2  | 1964     | 1970     | Azzolino Pazzaglia  | 1964           |                | Democrazia Cristiana |          |
| 3  |          |          | Giancarlo Quagliani | 1970           | 1975           | Democrazia Cristiana | 1970     |
| 4  |          |          | Otello Di Stefani   | 1975           | 1980           | Democrazia Cristiana | 1975     |
| 4  | 1980     | 1985     | Otello Di Stefani   | 1980           |                | Democrazia Cristiana |          |
| 5  |          |          | Nicola Mancioli     | 2 agosto 1985  | 26 luglio 1990 | Democrazia Cristiana | 1985     |
| 6  |          |          | Luigi Sileoni       | 26 luglio 1990 | 8 maggio 1995  | Democrazia Cristiana | 1990     |

#### Eletti direttamente dai cittadini (1995-2016)
| Nº | Ritratto       | Ritratto       | Nome                                     | Mandato        | Mandato        | Partito                                                    | Elezione |
| Nº | Ritratto       | Ritratto       | Nome                                     | Inizio         | Fine           | Partito                                                    | Elezione |
| -- | -------------- | -------------- | ---------------------------------------- | -------------- | -------------- | ---------------------------------------------------------- | -------- |
| 7  |                |                | Sauro Pigliapoco                         | 8 maggio 1995  | 14 giugno 1999 | Partito Democratico della Sinistra Democratici di Sinistra | 1995     |
| 7  | 14 giugno 1999 | 28 giugno 2004 | Sauro Pigliapoco                         | 1999           |                | Partito Democratico della Sinistra Democratici di Sinistra |          |
| 8  |                |                | Giulio Silenzi                           | 28 giugno 2004 | 11 giugno 2009 | Democratici di Sinistra Partito Democratico                | 2004     |
| 9  |                |                | Franco Capponi                           | 11 giugno 2009 | 21 giugno 2010 | Il Popolo della Libertà                                    | 2009     |
| –  |                |                | Sandro Calvosa (Commissario prefettizio) | 21 giugno 2010 | 1º giugno 2011 | —                                                          | —        |
| 10 |                |                | Antonio Pettinari                        | 1º giugno 2011 | 29 agosto 2016 | Unione di Centro                                           | 2011     |

#### Eletti dai sindaci e consiglieri della provincia (dal 2016)
| Nº   | Ritratto | Ritratto | Nome              | Mandato          | Mandato          | Partito          | Elezione |
| Nº   | Ritratto | Ritratto | Nome              | Inizio           | Fine             | Partito          | Elezione |
| ---- | -------- | -------- | ----------------- | ---------------- | ---------------- | ---------------- | -------- |
| (10) |          |          | Antonio Pettinari | 29 agosto 2016   | 19 dicembre 2021 | Unione di Centro | 2016     |
| 11   |          |          | Sandro Parcaroli  | 19 dicembre 2021 | in carica        | Lega             | 2021     |